# 110 mètres haies aux Jeux olympiques de 1908
Pour un article plus général, voir Athlétisme aux Jeux olympiques de 1908.
Navigation
Saint Louis 1904 Stockholm 1912
L'épreuve du 110 mètres haies masculin aux Jeux olympiques de 1908 s'est déroulée les 23, 24 et 25 juillet 1908 au White City Stadium de Londres, au Royaume-Uni. Elle est remportée par l'Américain Forrest Smithson.

## Résultats

### Finale
| Rang               | Athlète          | Pays       | Temps  | Notes |
| ------------------ | ---------------- | ---------- | ------ | ----- |
| Médaille d'or      | Forrest Smithson | États-Unis | 15 s 0 | WR    |
| Médaille d'argent  | John Garrels     | États-Unis | 15 s 7 |       |
| Médaille de bronze | Arthur Shaw      | États-Unis | 15 s 8 |       |
| 4                  | William Rand     | États-Unis | 16 s 0 |       |